# 澄田健
澄田健（すみだ たけし、1963年11月26日 - ）は、日本のギタリスト。
広島県呉市出身。血液型はO型。

## 人物・概要
高校時代にヤマハのコンテストに出場。大学進学に伴い上京。大学卒業後、バックバンドをする。鈴木正美（De-LAX）に「バンドをやったほうがいい」と言われ、GYMを始める。その後、Kyo&イル・モストロや天野小夜子のバンドに参加。
1996年、LOOPUSでメジャー・デビュー。2003年まで活動。
1999年、水戸華之介&3-10chainに参加。VooDoo Hawaiiansに参加。
2002年、Zi:LiE-YAに2005年まで参加。
2005年、MOTO-PSYCHO R&R SERVICEに参加。相川七瀬のアルバムへ楽曲提供。
2014年、松尾清憲と一色進率いるシネマのレコーディング参加。ザ・ロッカーズに参加。
2016年、Chappy'sに参加。
2019年、うじきタケシに参加。
2020年、初のソロアルバム『Magenta』をリリース。
- バンド名：スミダタケシグループ Jaguar1126
- メンバー澄田健・三賀勝稔・堀江毅
- ゲストボーカル：チエ・カジウラ
- 共作：Baki From GASTUNK

2021年、D runkard Ballを結成。メンバー：CRAZY COOL-JOE（B）、湊雅史（Dr）。
2023年、YAMAZEN & The 幌馬車に参加。鮎川誠からの生前の指名もあり、シーナ&ザ・ロケッツへ参加。D runkard Ball名義でミニアルバム『Drunkard Ball』をリリース（客演：Baki From GASTUNK、チエ・カジウラ、辰巳"小五郎"光英）。
その他、数々のバンド・レコーディングに参加。